# かわべ天文公園
かわべ天文公園（かわべてんもんこうえん）は、和歌山県日高郡日高川町にある公園である。

## 概要
一般財団法人日高川町ふるさと振興公社が管理を受託していたが、2011年7月に株式会社共立メンテナンスに管理委託され、さらに2014年4月より株式会社本家さぬきや（2016年4月1日株式会社フラット・フィールド・オペレーションズへ社名変更）へと管理者が変更されている。広大な敷地内には、天文台（かわべ天文台）やプラネタリウムの他にも屋外遊具やレストランや宿泊施設などを備えており、宿泊者への天体望遠鏡のレンタルも実施している。2014年12月より天文台とプラネタリウムは業務を休止している。

## アクセス
- 〒649-1443 和歌山県日高郡日高川町和佐2107-1
- 阪和自動車道（湯浅御坊道路）川辺ICまたは御坊IC